# Hanna Suchocka

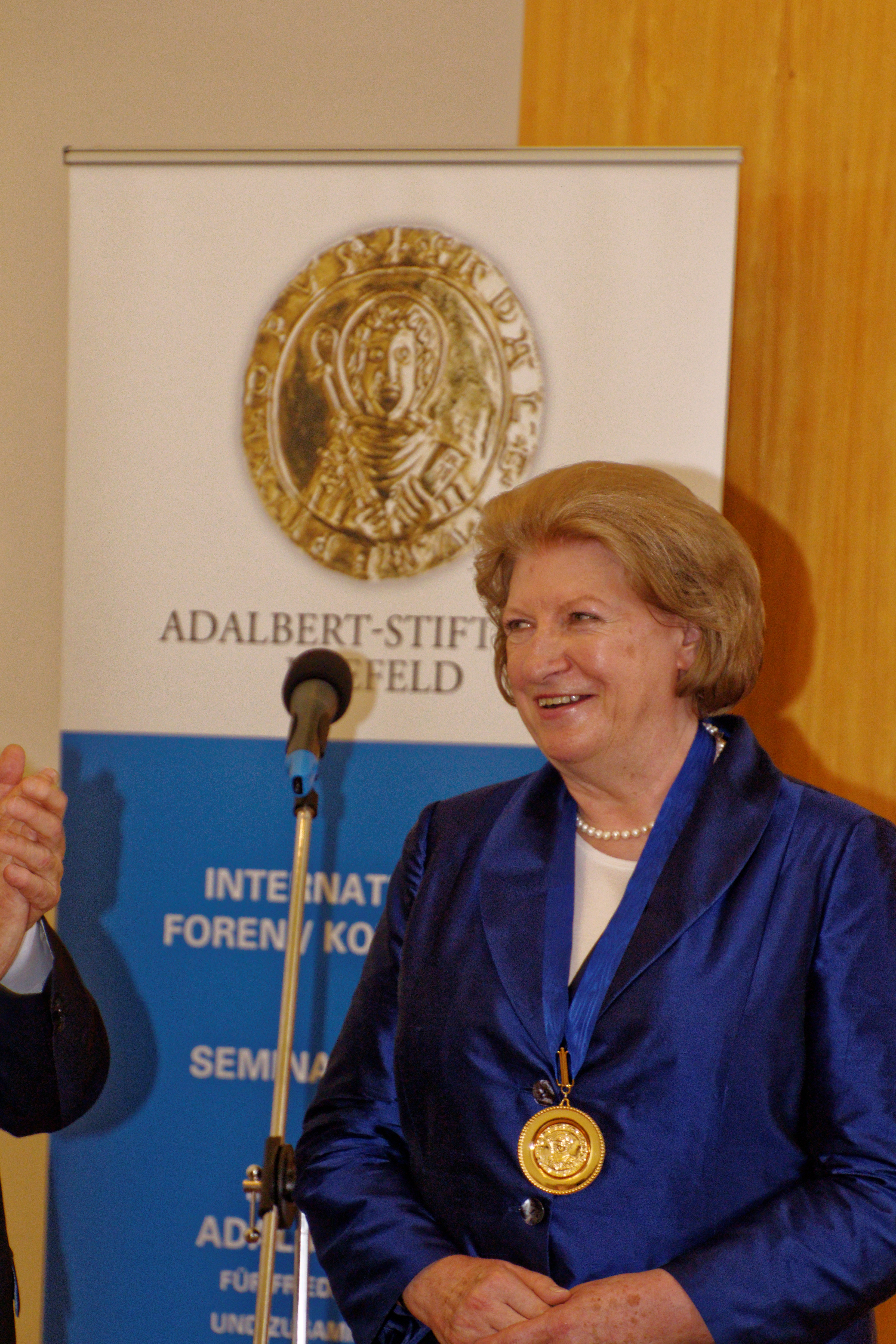
Hanna Suchocka (2015)

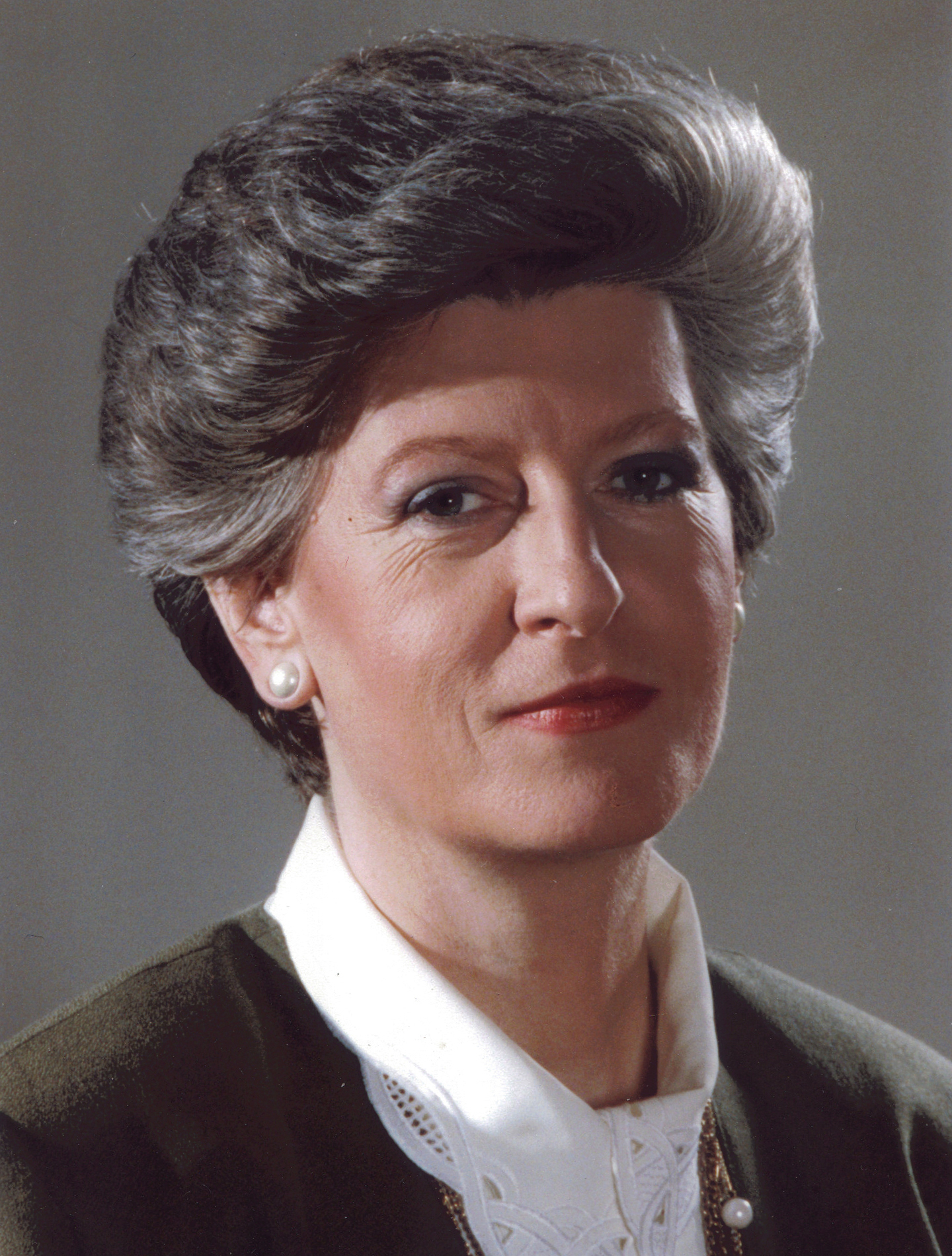
Suchocka tijdens haar premierschap

Hanna Stanisława Suchocka (Pleszew bij Poznań, 3 april 1946) is een Poolse liberale politica.
Suchocka is van oorsprong rechtsgeleerde. In 1968 werd ze lid van de blokpartij Democratische Partij (SD) waarvoor zij vanaf 1980 parlementslid was voor vijf jaar. Sinds datzelfde jaar was ze ook actief in de vakbond Solidarność. In 1990 sloot Suchocka zich aan bij de Democratische Unie van premier Tadeusz Mazowiecki en later en later bij de opvolger hiervan, de Vrijheidsunie. In 1989 werd zij parlementslid na de eerste vrije verkiezingen van Polen.
Van juli 1992 tot 1993 was Hanna Suchocka de minister-president van Polen en daarmee de eerste vrouwelijke regeringsleider van dat land. Maar door een motie van wantrouwen van de parlementsleden van Solidarność, die het oneens waren met haar liberale economische hervormingen, moest zij in dat jaar vertrekken. In 1997 verscheen zij echter weer in een regering, waar ze tot 2000 minister van Justitie bleef in de regering van minister-president Jerzy Buzek. Van 2001 tot 2013 was Hanna Suchocka de Poolse ambassadrice in Vaticaanstad. Paus Franciscus benoemde haar in 2014 tot lid van de Pauselijke Commissie ter bescherming van Minderjarigen. In 2016 werd ze erevoorzitster van de Commissie van Venetië waarvan ze sinds 1991 onafgebroken lid was geweest.